# Лауреаты Премии Правительства Российской Федерации в области образования (2024)
 Лауреаты Премии Правительства Российской Федерации в области образования 2024 года — перечень награждённых правительственной наградой Российской Федерации, присуждённой за достижения в образовательной деятельности.
Лауреаты определены Распоряжением Правительства РФ от 16 сентября 2024 года № 2550-р на основании предложения Межведомственного совета по присуждению премий Правительства в области образования.

## О Премии
Постановлением Правительства Российской Федерации от 28 августа 2013 года № 744 учреждены 10 ежегодных премий в области образования. Они присуждаются отдельным лауреатам или авторским коллективам (до 5 человек) по решению Правительства на основании предложений Межведомственного совета по присуждению премий Правительства в области образования.

## Лауреаты и другая информация
1) Бедову Анатолию Ивановичу, кандидату технических наук, профессору, профессору кафедры федерального государственного бюджетного образовательного учреждения высшего образования «Национальный исследовательский Московский государственный строительный университет», руководителю работы, Знаменскому Владимиру Валериановичу, доктору технических наук, профессору, профессору кафедры того же учреждения; Габитову Азату Исмагиловичу, доктору технических наук, профессору, профессору кафедры федерального государственного бюджетного образовательного учреждения высшего образования «Уфимский государственный нефтяной технический университет», — за комплект учебных пособий «Оценка технического состояния, восстановление и усиление оснований и строительных конструкций эксплуатируемых зданий и сооружений»
2) Строеву Владимиру Витальевичу, доктору экономических наук, профессору, ректору федерального государственного бюджетного образовательного учреждения высшего образования «Государственный университет управления», руководителю работы, Жуковой Марине Александровне, доктору экономических наук, профессору, профессору кафедры Института управления персоналом, социальных и бизнес-коммуникаций, Чудновскому Алексею Даниловичу, доктору экономических наук, профессору, заведующему кафедрой того же института, — работникам того же учреждения; Пилипенко Татьяне Александровне, советнику директора по воспитательной работе МУНИЦИПАЛЬНОГО БЮДЖЕТНОГО ОБЩЕОБРАЗОВАТЕЛЬНОГО УЧРЕЖДЕНИЯ «СРЕДНЯЯ ШКОЛА N 9 ГОРОДА СНЕЖНОЕ»; Шандюк Алине Александровне, учителю физической культуры МУНИЦИПАЛЬНОГО БЮДЖЕТНОГО ОБЩЕОБРАЗОВАТЕЛЬНОГО УЧРЕЖДЕНИЯ «ШАХТЕРСКАЯ СРЕДНЯЯ ШКОЛА N 18», — за научно-практическую разработку «[[Комплекс научно-практических разработок для системы высшего и дополнительного образования по реализации национальной задачи подготовки кадров для совершенствования управления в сфере туризма]]»
3) Шведову Галактиону Владимировичу, кандидату технических наук, доценту, доценту кафедры федерального государственного бюджетного образовательного учреждения высшего образования "Национальный исследовательский университет «МЭИ», руководителю работы, Шестопаловой Татьяне Александровне, кандидату технических наук, доценту, директору Института гидроэнергетики и возобновляемых источников энергии того же учреждения, — за учебник «Системы электроснабжения»
4) Тарасову Сергею Валентиновичу, доктору педагогических наук, профессору, ректору федерального государственного бюджетного образовательного учреждения высшего образования «Российский государственный педагогический университет им. А. И. Герцена», руководителю работы, Гогоберидзе Александре Гививне, доктору педагогических наук, профессору, заведующей кафедрой Института детства, Кондраковой Ирине Эдуардовне, кандидату педагогических наук, доценту, доценту кафедры того же института, Спасской Елене Борисовне, кандидату педагогических наук, доценту, начальнику управления межрегионального сотрудничества в сфере образования, — работникам того же учреждения, — за научно-практическую разработку «[[Комплекс программ дополнительного образования как источник построения образовательной социокультурной университетской среды подготовки учителя будущего поколения России]]»
5) Ахмадиевой Розе Шайхайдаровне, доктору педагогических наук, профессору, ректору федерального государственного бюджетного образовательного учреждения высшего образования «Казанский государственный институт культуры», руководителю работы; Аникиной Наталье Сергеевне, кандидату педагогических наук, начальнику отдела обособленного структурного подразделения «Научный центр безопасности жизнедеятельности Академии наук Республики Татарстан» государственного научного бюджетного учреждения «Академия наук Республики Татарстан», Попову Валерию Николаевичу, начальнику отдела того же подразделения учреждения; Минниханову Рифкату Нургалиевичу, доктору технических наук, профессору, директору государственного бюджетного учреждения «Безопасность дорожного движения», — за комплект учебно-методических пособий «Обучение детей дошкольного возраста правилам безопасного поведения на дороге»
6) Шеуджену Асхаду Хазретовичу, доктору биологических наук, профессору, академику Российской академии наук, заведующему отделом федерального государственного бюджетного научного учреждения «Федеральный научный центр риса», руководителю работы, Бондаревой Татьяне Николаевне, кандидату сельскохозяйственных наук, ведущему научному сотруднику отдела того же учреждения; Акановой Наталье Ивановне, доктору биологических наук, профессору, заведующей лабораторией федерального государственного бюджетного научного учреждения «Всероссийский научно-исследовательский институт агрохимии имени Д. Н. Прянишникова»; Онищенко Людмиле Михайловне, доктору сельскохозяйственных наук, профессору, профессору кафедры федерального государственного бюджетного образовательного учреждения высшего образования «Кубанский государственный аграрный университет имени И. Т. Трубилина», — за комплект учебных пособий «Агрохимия» для системы подготовки научных, научно-педагогических кадров, преподавателей-исследователей и обучающихся по агрономическому направлению в высших учебных заведениях Российской Федерации.